# Ильичёвский (Курская область)
Ильичёвский — хутор в Медвенском районе Курской области. Входит в Нижнереутчанский сельсовет.

## География
Расположен на левом берегу реки Реут в 4 км к западу от Медвенки и в 35 км к юго-юго-западу от Курска. Вдоль южной окраины хутора проходит автодорога Медвенка — Любимовка. На противоположном берегу реки находится село Ленинская Искра.
Климат
Ильичёвский, как и весь район, расположен в поясе умеренно континентального климата с тёплым летом и относительно тёплой зимой (Dfb в классификации Кёппена).
Часовой пояс
Хутор Ильичёвский, как и вся Курская область, находится в часовой зоне МСК (московское время). Смещение применяемого времени относительно UTC составляет +3:00.

## История
Основан в начале XX века в период столыпинской реформы. Первоначальное название Подскотское. Затем переименован в Ильичевский по колхозу «Память Ильича».

## Население
| 2002 | 2010 |
| ---- | ---- |
| 168  | ↘160 |

## Инфраструктура
Личное подсобное хозяйство. В хуторе 95 домов.

## Транспорт
Ильичёвский находится в 6,5 км от автодороги федерального значения М2 «Крым» (часть европейского маршрута E 105), в 19 км от автодороги регионального значения 38К-004 (Дьяконово — Суджа — граница с Украиной), в 2,5 км от автодороги межмуниципального значения 38Н-185 (М-2 «Крым» — Гахово), при автодороге 38Н-195 (38Н-185 — 38К-004), в 26 км от ближайшего ж/д разъезда и остановочного пункта 454 км (линия Льгов I — Курск).
В 91 км от аэропорта имени В. Г. Шухова (недалеко от Белгорода).